# Brian Vainberg
 (novembre 2011).
Si vous disposez d'ouvrages ou d'articles de référence ou si vous connaissez des sites web de qualité traitant du thème abordé ici, merci de compléter l'article en donnant les références utiles à sa vérifiabilité et en les liant à la section « Notes et références ».
Brian Vainberg est un acteur et chanteur argentin né le 9 août 1990 à Buenos Aires (Argentine). Il est surtout connu grâce à son rôle de François Lamas Bernardi dans la série argentine De tout mon cœur. Il a deux frères et une sœur : Jonathan, Nicolas et Dana.